# Schleifspuren (Malta)

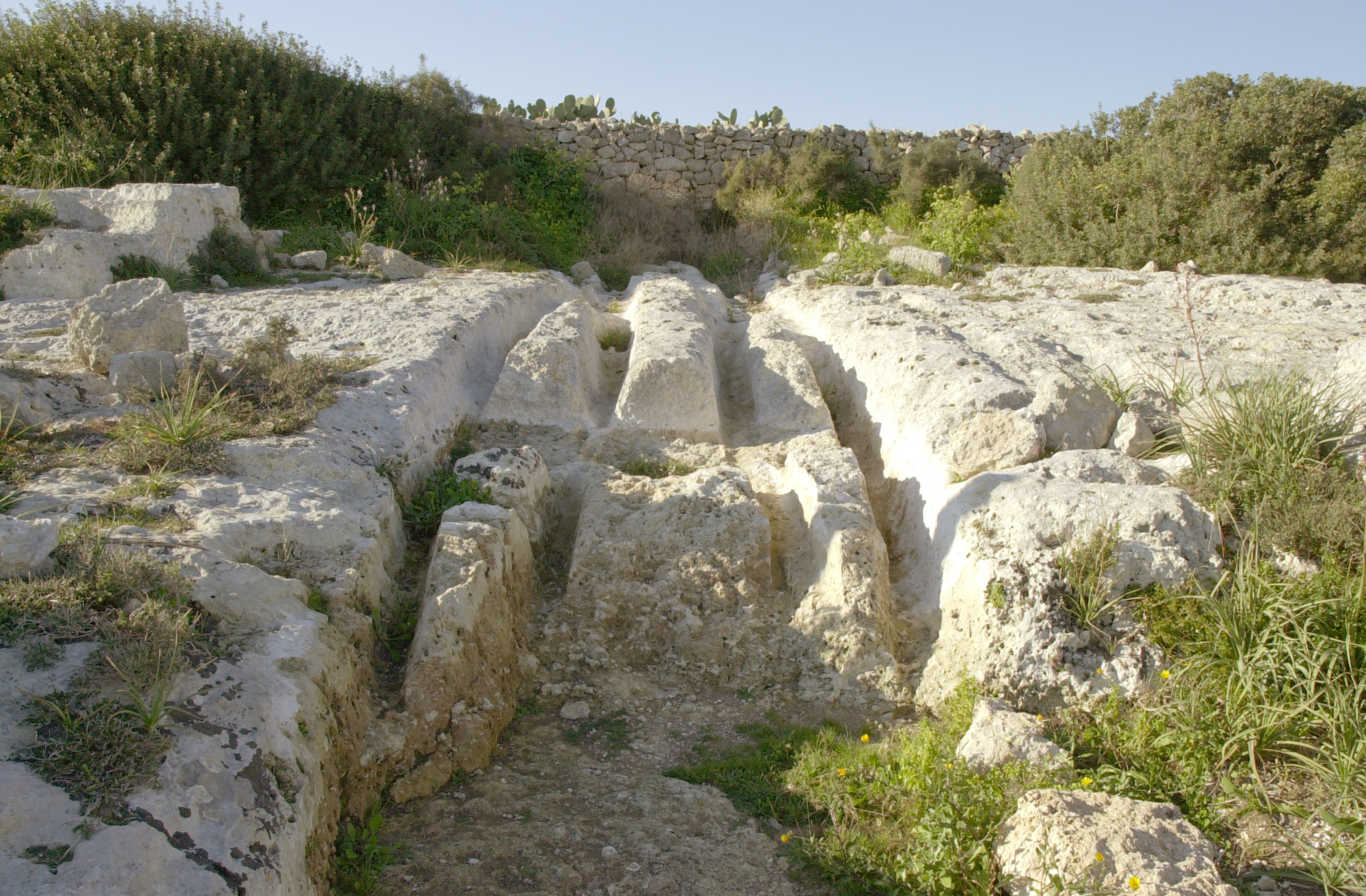
Schleifspuren auf Malta

Karren- oder Schleifspuren auf Malta (englisch cart ruts) sind Furchen, die aus prähistorischer Zeit in der Geschichte Maltas stammen. Der Hintergrund ihrer Entstehung ist umstritten.

## Beschreibung
Bei den Schleifspuren handelt es sich um parallele Ausschürfungen im Kalkstein. Beispiele sind die Clapham Junction in der Nähe von Buskett Gardens, die Ta' Lambert Cart Ruts und die Ta' Cenc und Ras il-Qala Cart Ruts auf Gozo. Ihren Verlauf kann man im vegetationsarmen Hochland Maltas an 150 Stellen verfolgen, mitunter über Hunderte von Metern.

## Galerie

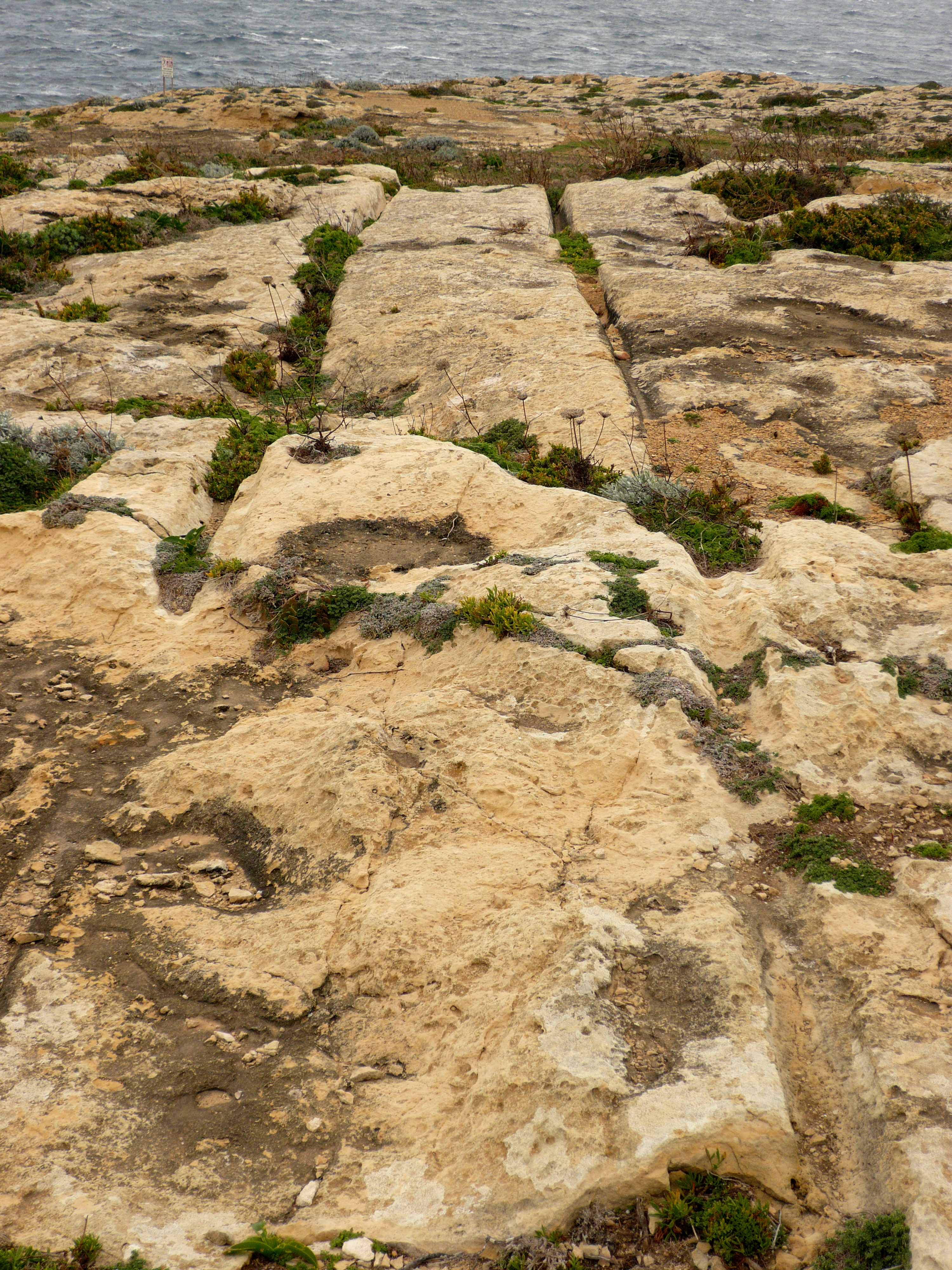
Schleifspuren an der Westküste von Gozo, ins Meer führend
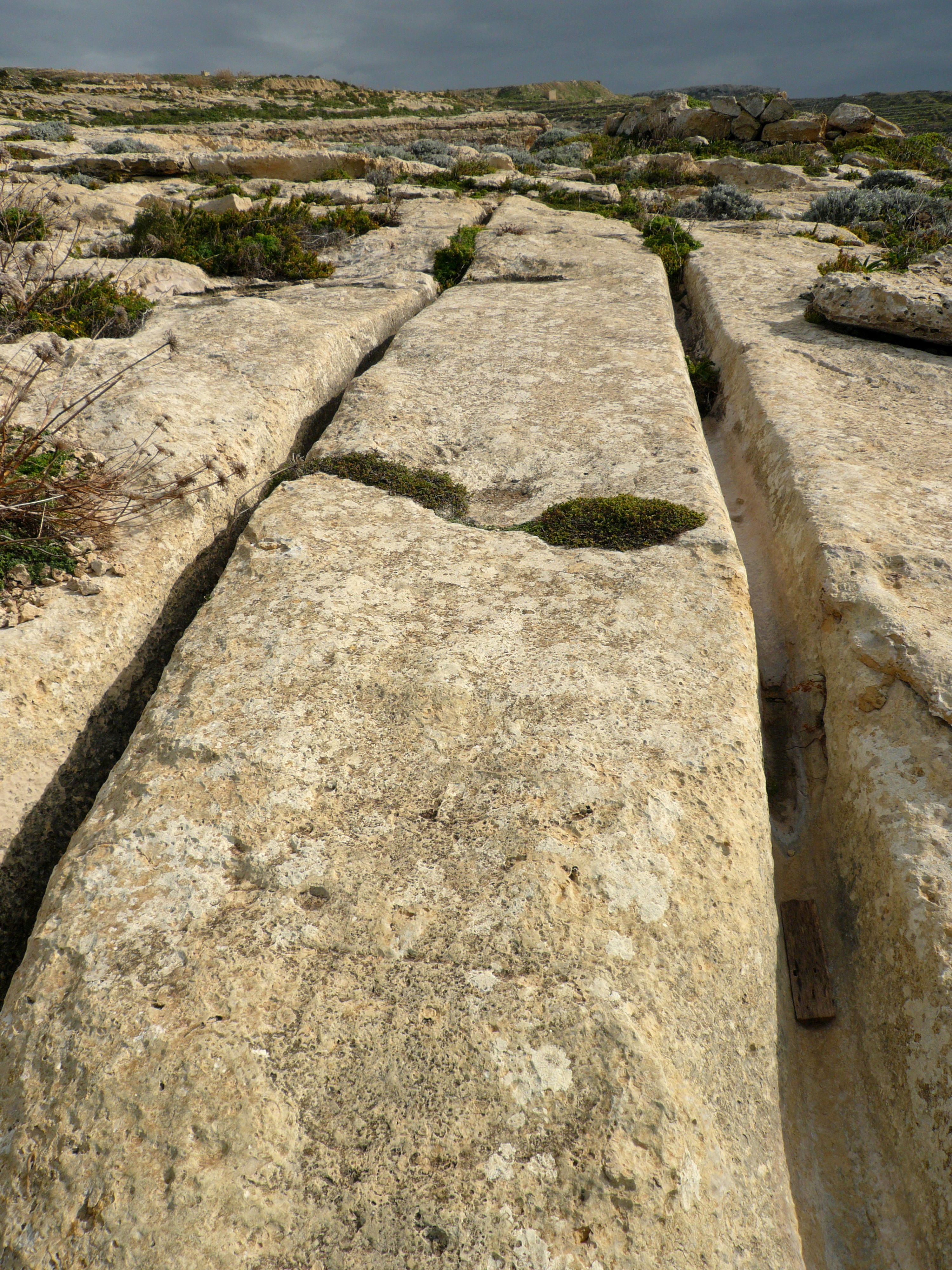
Schleifspuren an der Westküste von Gozo
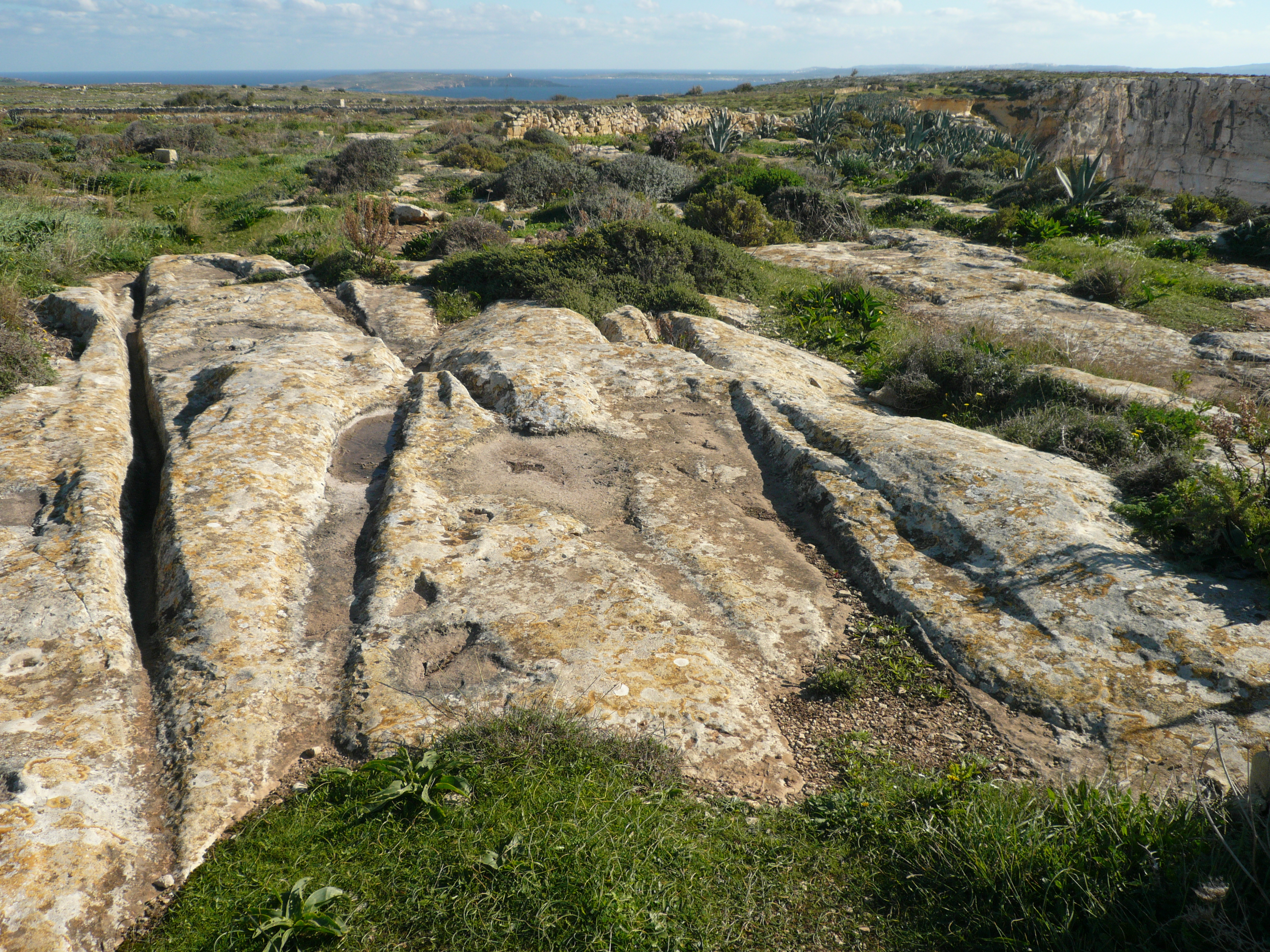
Schleifspuren auf dem Ta' Ċenċ Plateau (Gozo): Eine Gabelung
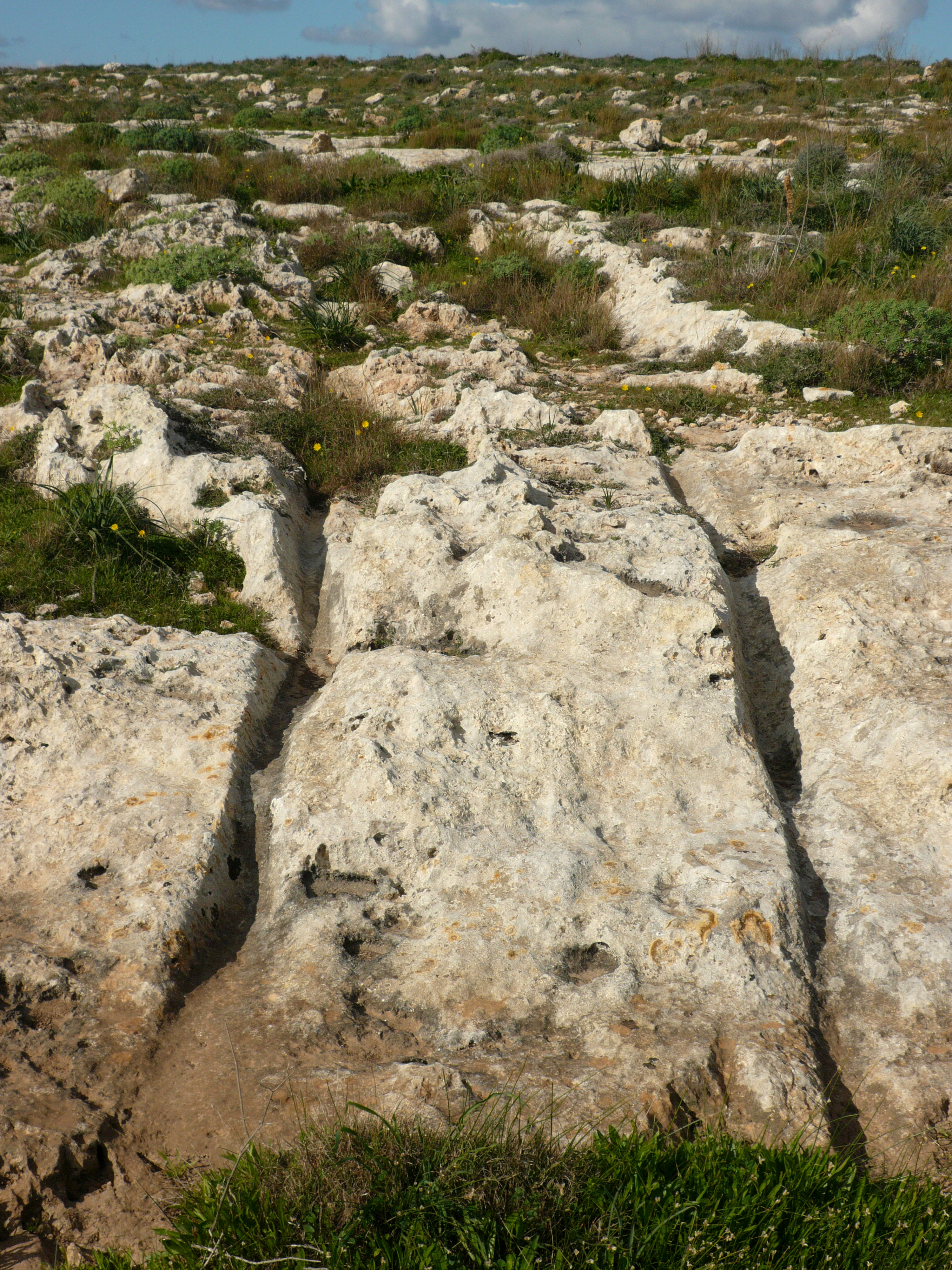
Schleifspuren auf dem Ta' Ċenċ Plateau (Gozo)
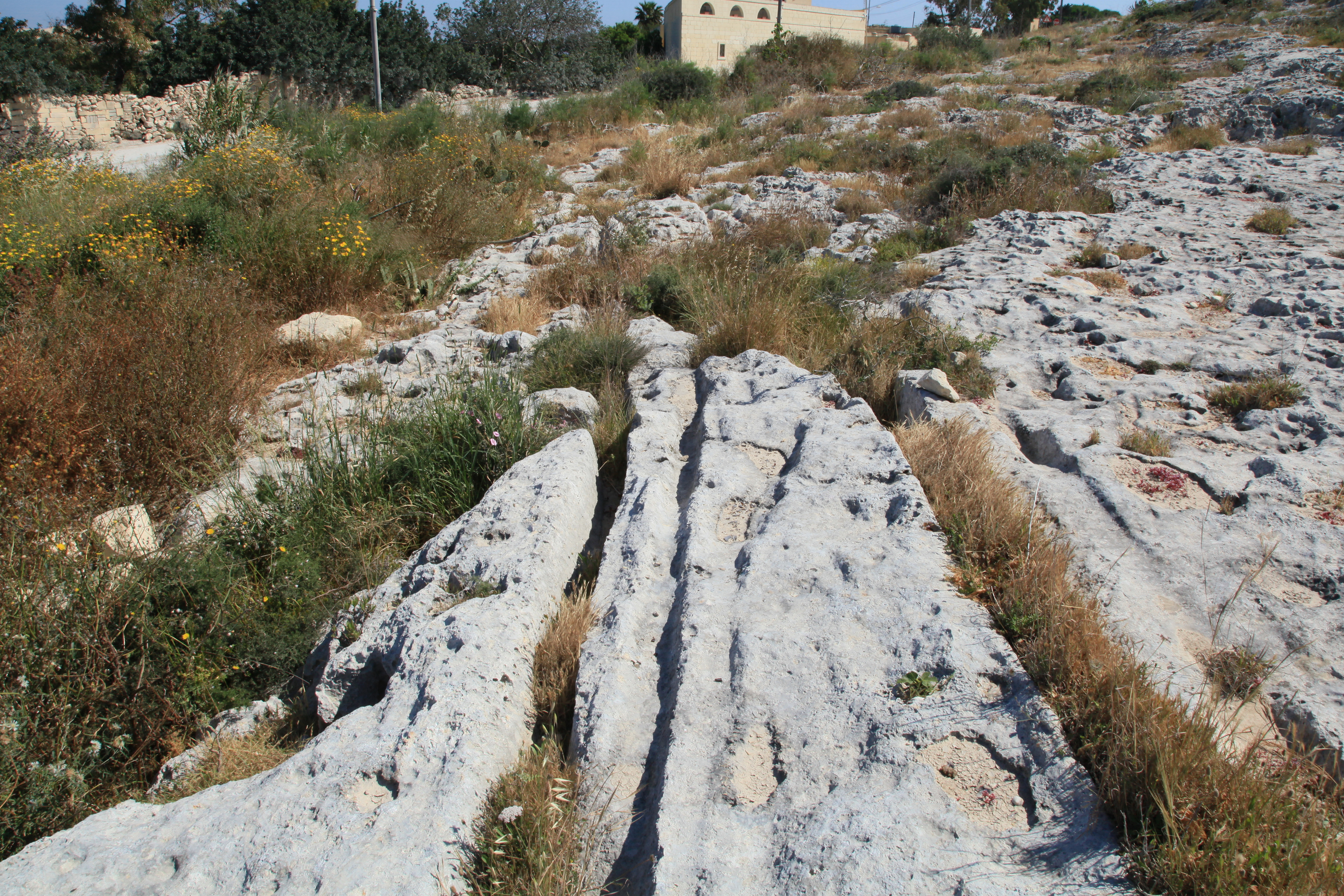
Schleifspuren bei Naxxar, Malta

## Alter
Das Alter der Schleifspuren lässt sich nur schwer bestimmen. Da sie auf Malta jedoch durch (vermutlich) punische Grabschächte unterbrochen sind, müssen sie aus der Zeit vor der punischen Besiedlung stammen. Dafür spricht auch, dass sie auch in der Umgebung einiger neolithischer Tempel vorkommen, namentlich Ħaġar Qim, Mnajdra, Tal-Qadi, Tarxien, Skorba und Borg l-Imramma. Somit könnten sie viel älter sein. Da sie sich vor bronzezeitlichen Siedlungen (Qala Hill, Misraħ Ghonoq, Wardija ta'San Ġorġ und Borġ in-Nadur) bündeln bzw. darauf zulaufen, ist ihre Entstehung während der maltesischen Bronzezeit (2300–1000 v. Chr.) wahrscheinlich, der eine Wiederbesiedlung des 2500 v. Chr. verlassenen Archipels von Sizilien aus vorausging.

## Hypothesen zur Entstehung

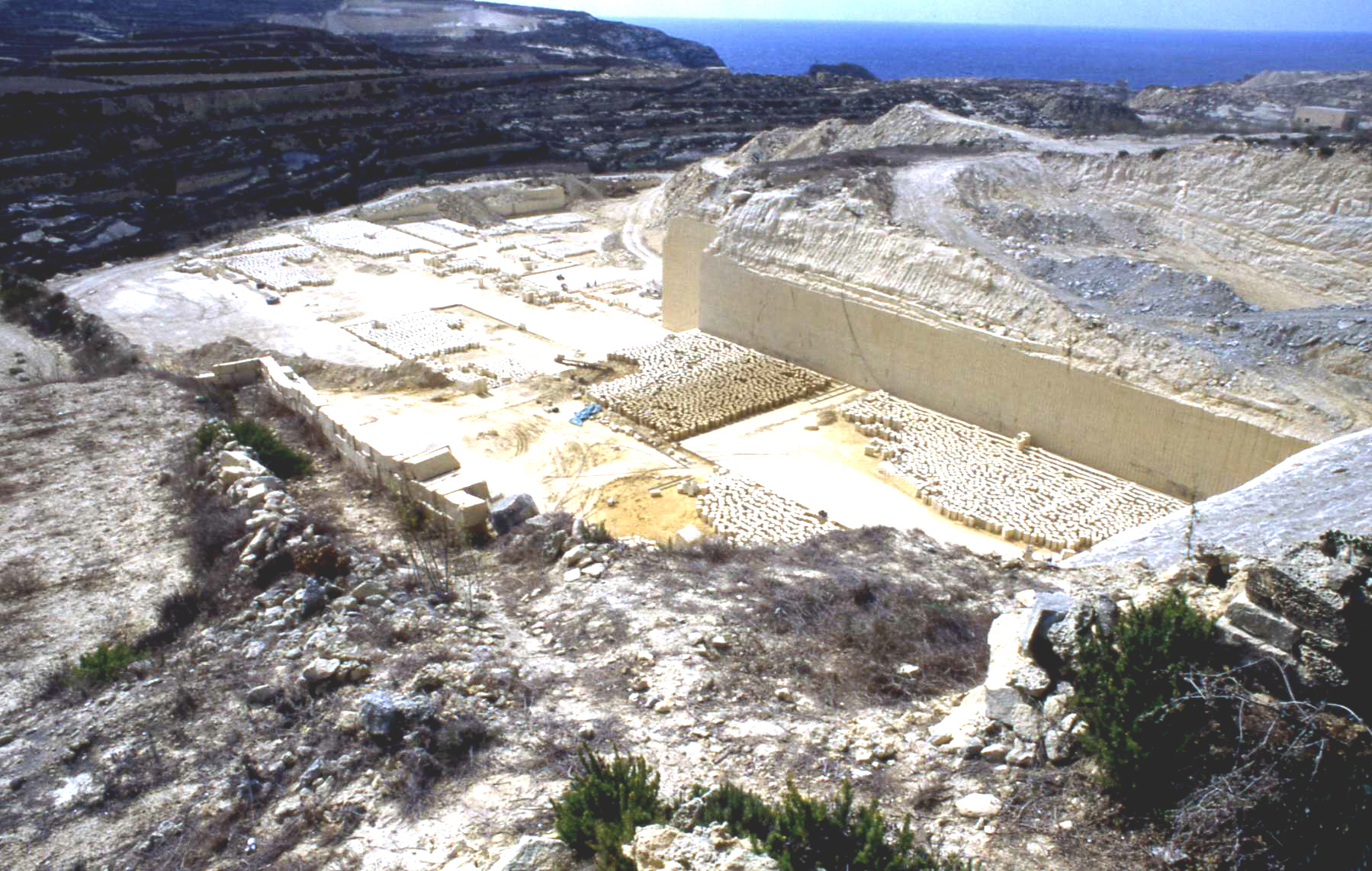
Steinbruch auf Gozo

### Transportsystem
Die Routen verlaufen von Tälern über niedrige Pässe in Nachbartäler oder auf Siedlungen zu, als sollten sie Ackerflächen und Speicher miteinander verbinden. Daher besteht die Vermutung, dass die Furchen Teil eines Transportsystems waren, das die Inseln überspannte.
Vorstellbar – und aus weitaus älterer Zeit in West- und Mitteleuropa ebenso nachgewiesen wie Karren und Wagen – sind Stangenschleifen, bestehend aus zwei starr miteinander verbundenen Holzbalken, die von Ochsen gezogen wurden. Am Ende der Balken waren demnach Kufen befestigt (ggf. aus Bronze, denn Holz war auf Malta zu dieser Zeit bereits Mangelware), die die charakteristischen Vertiefungen in den Boden geschürft haben. Die Rillen der Doppelspuren stehen im Durchschnitt 1,1 Meter auseinander, in Biegungen bis zu 1,3 Meter. Sie schneiden bis zu 0,4 Meter tief in den Karst, während die Spuren von Zugtieren nicht vorhanden sind, was ein Problem bei der Karrenspur-Theorie darstellt: Die Hufe der Tiere hätten das Gestein in einer Zeitspanne, während der derart tiefe Ausschürfungen entstanden, gleichfalls nachhaltig austreten müssen.
Völlig auszuschließen ist auch der Gebrauch von Schlitten, die diese Kurven nicht bewältigen konnten. Neben den einfachen und häufigen parallelen Doppelspuren gibt es auch Gabelungen und Knotenpunkte. Mitunter ist der Boden so stark durchfurcht, dass sie wie die Gleisanlagen moderner Rangierbahnhöfe aussehen. Die vielen Rillen, die bei Clapham Junction den Hang hinablaufen und auf halber Höhe von einem Spurenpaar geschnitten werden, sind als Schienen eines Transportsystems kaum vorstellbar, da sie am Meer enden. So scheiden im Moment rationale Beweggründe für die Nutzung der Furchen aus.

### Bewässerung
Neuerdings erhält die Hypothese, es handele sich um ein Bewässerungssystem, wieder Unterstützung. Gozo hat vier größere Stellen dieser Furchen. Östlich von Qala bei Tan-Nemes läuft ein Paar auf einem Sporn, der Fliegu ta 's Gawdex überblickt. Bei Ta' Tingi, südlich von Xewkija, liegen mehrere Paare im Olivenhain westlich der Pumpstation. Ein umfangreiches System bedeckt das Ta'-Ċenċ-Plateau, am besten zu sehen zwischen dem Hotel und den Klippen. Diese Furchen laufen in der Nähe von Borg l-Imramma vorbei und setzen sich im Osten noch beinahe einen Kilometer weit fort. Ein Paar von Zickzacks liegt auf der Neigung zu den San-Lawrenz-Steinbrüchen. Sie enden an den Klippen über dem früheren Azure Window bei Dwejra Point. Maltesische Fischer und der Historiker D. Bradley wollen sie vor der Zerstörung durch Bombenabwürfe auch auf dem winzigen Felseneiland von Filfla gesehen haben, das vor Malta liegt.

## Schleifspuren außerhalb Maltas
Derartige Spuren finden sich nicht nur auf Malta und Gozo, sondern auch auf der Abşeron-Halbinsel in Aserbaidschan, auf den Azoren, auf dem Balkan, bei der Anse de St. Croix in Frankreich, in El Padul und Castellar de Meca in Spanien, in Süditalien (Agrigent, Matera), sowie auf Sardinien (Su Crucifissu Mannu) und Sizilien. Portugal hat mehrere gute Beispiele für Wagenspuren, die über die Berge der Serra d'Estrela laufen. Spurrillen anderer Art (kürzer aber bis zu fünf parallel) sind die Queseras auf den Kanaren, die ihre Vorbilder in Marokko haben.